# Piero Molducci
Piero Molducci est un entraîneur italien de volley-ball né le 27 septembre 1955 à Cervia et mort le 4 avril 2021.

## Clubs
| Club            | Pays    | De        | À         |
| Forlì           | Italie  | 1990-1991 | 1992-1993 |
| Valdagno        | Italie  | 1993-1994 | 1993-1994 |
| Samia           | Italie  | 1994-1995 | 1995-1996 |
| Rome            | Italie  | 1996-1997 | 1996-1997 |
| Ravenne         | Italie  | 1997-1998 | 1998-1999 |
| Parme           | Italie  | 1999-2000 | 2000-2001 |
| Latina          | Italie  | 2001-2002 | 2003-2004 |
| Unicaja Almeria | Espagne | 2004-2005 | 2004-2005 |
| Pérouse         | Italie  | 2005-2006 | 2005-2006 |

## Sélections nationales
Néant.

## Palmarès
- Championnat d'Espagne : 2005